# Коллективный иммунитет
Коллекти́вный иммуните́т (также популяционный иммунитет, стадный иммунитет, иммунитет населения) — понятие эпидемиологии, эффект сопротивления распространению инфекции в некоторой популяции, значительная часть членов которой имеет к данной инфекции личный иммунитет. Вследствие перекрытия (ослабления) каналов прямой передачи возбудителя от индивида к индивиду популяционный иммунитет косвенным образом защищает также уязвимых для возбудителя индивидов.
Уровень естественно приобретённого либо достигаемого с помощью вакцинации популяционного (коллективного) иммунитета, который может стать достаточным для уменьшения или полного прерывания распространения вакцинно-контролируемой болезни, зависит от особенностей передачи конкретной инфекции (высокая или низкая заразность, способность вакцины не только облегчить болезнь, но и предотвратить размножение вируса или бактерии), и от доли охваченных вакцинацией в возрастной когорте или среди всего населения. Так, для кори уровень охвата двумя дозами вакцины для полного искоренения кори в одной стране оценивается в настоящее время как превышающий 95 %; для снижения смертности охват двумя дозами вакцины должен превышать 90 % на национальном уровне и 80 % в каждом районе страны. Для достижения коллективного иммунитета против полиомиелита необходимо вакцинировать меньший процент людей — более 80 % населения. Для большинства контагиозных инфекций вполне может хватить 80 % иммунных людей, однако на практике не у всех будут вырабатываться достаточные титры антител (концентрация антител) и может потребоваться прививать не менее 95 %.
Отказ от вакцин часто приводит к вспышкам заболеваний и смертям от болезней, которые можно предотвратить с помощью вакцин.
В обществе с относительно высоким процентом непривитых людей риски заразиться выше даже у тех, кто своевременно сделал прививку. Снижение количества вакцинированных людей может привести к исчезновению коллективного иммунитета и спровоцировать вспышки заболеваемости. Для сохранения эффекта могут также потребоваться повторные вакцинации из-за ослабления защиты с течением времени.
Появлению коллективного иммунитета могут препятствовать антигенный дрейф и сдвиг, в результате которых штаммы микробов могут изменяться, завоз инфекций из других стран, большое количество непривитых людей, большой процент людей, у которых нет антител или их титр является низким, а также активность антипрививочного движения. Однако даже при достижении коллективного иммунитета против какого-либо заболевания оно не исчезает. Единственным исчезнувшим благодаря коллективному иммунитету заболеванием является натуральная оспа, что было достигнуто благодаря массовой вакцинации.

## История изучения
Активное изучение эффекта началось, когда в 1930-х годах врачи обратили внимание на то, что в населении с увеличением доли переболевших корью стало снижаться и число заболевших детей. Согласно одному из сообщений того времени, в одном из городов эпидемии прекратились, когда доля людей с иммунитетом превысила 53 %, что предполагало наличие некоторого порога популяционного иммунитета, который и защищал от эпидемий. Несмотря на все знания, усилия по контролю и ликвидации кори были безуспешными, пока в 1963 году не была создана вакцина. За 1980-е и 1990-е охват вакцинации против кори в мире возрос с 40 % до 80 %. Стратегия борьбы с корью включала плановую иммунизацию, кампании по срочной иммунизации для отдельных районов и групп населения, обеспечение витамином А, уход за больными и расследование случаев заражения. В результате количество зарегистрированных случаев кори в мире снизилось с 4 млн в 1983 году до 800 тысяч в 1994 году, оставаясь примерно на этом уровне до 1998 года, однако при зарегистрированных 800 тысячах случаев кори в год истинная заболеваемость по некоторым моделям оценивалась в 36 млн случаев, а смертность — в 0,9—1 млн случаев, причём на корь приходилось 7 % детской смертности.